# Cantacronache
Cantacronache [ˌkantaˈkrɔnake] war eine italienische Künstlergruppe aus Musikern und Literaten, die zwischen 1958 und 1962 in Turin aktiv war. Sie stand unter dem Einfluss des Berliner Ensembles, französischer Chansonniers sowie traditioneller italienischer Geschichtenerzähler. Mit dem Ziel, die italienische populäre Musik zu erneuern und aktuelle Ereignisse kritisch in Liedern zu verarbeiten, war die Gruppe vor allem bei linken Intellektuellen und in der Arbeiterbewegung erfolgreich. Sie übte entscheidenden Einfluss auf die spätere Szene der italienischen Cantautori (Liederdichter) aus.
Als offene Gruppe konzipiert, bestand die Band bei Auftritten aus den vier Kernmitgliedern Sergio Liberovici, Michele L. Straniero, Fausto Amodei und Margot.

## Geschichte

### Vorgeschichte
Die Gruppe formierte sich vor dem Hintergrund des Wirtschaftswunders im Italien der 1950er-Jahre. Es war eine Zeit großer sozialer Ungleichheit und politischen Stillstands. Institutionen und Medien waren von personeller Kontinuität mit der Zeit des Faschismus geprägt und auch die Musikindustrie war durchwegs in den Händen konservativer Kreise. Im 1951 initiierten Sanremo-Festival, der zentralen Bühne der italienischen populären Musik, herrschten leicht konsumierbare, unkritische Lieder fern musikalischer Innovation vor, deren Texte noch dazu durch eine eigene staatliche Zensurbehörde begutachtet werden mussten. Erst der Sieg Domenico Modugnos mit Nel blu dipinto di blu beim Sanremo-Festival 1958 gab den Auftakt für eine musikalische Erneuerung.

### Entstehung desCantacronache
Ungefähr zur Zeit von Modugnos Sanremo-Sieg sah der Musiker und Kommunist Sergio Liberovici bei einem Besuch des Theaters am Schiffbauerdamm in Berlin eine Aufführung der Dreigroschenoper durch das Berliner Ensemble. Zurück in Italien schlug er unter diesem Eindruck seinem Freund Michele L. Straniero (Journalist und Mitglied der Azione Cattolica) vor, an einer für Italien neuen Art von Liedern zu arbeiten, die sich von der Banalität der vorherrschenden populären Musik abheben sollten. Ein weiterer Einfluss waren angesehene französische Dichter und Chansonniers wie Aragon, Prévert, Queneau oder Brassens. Liberovici und Straniero wählten für ihr Projekt den Namen cantacronache, in Analogie zum cantastorie, einem traditionellen italienischen Geschichtenerzähler, und mit einem Fokus auf der cronaca, (journalistischer) Berichterstattung.

### Aktivitäten
Zu Liberovici und Straniero stießen bald auch der Architekt Fausto Amodei und Margot (die später Liberovici heiratete). Weitere wichtige Personen im Umfeld der Gruppe waren Giorgio De Maria, der Journalist Mario Pogliotti und der Jurist Emilio Jona. Die erste öffentliche Präsentation der Cantacronache-Lieder erfolgte am 1. Mai 1958 während eines Arbeiterumzugs der Gewerkschaft CGIL in Turin sowie wenig später im Rahmen der Veranstaltung Tredici Canzoni Tredici vor linken Intellektuellen. Bei dem der kommunistischen Partei nahestehenden Label Italia Canta veröffentlichte die Gruppe 1958 ihre erste EP mit vier Liedern, die vom Schauspieler Pietro Buttarelli gesungen wurden.
Während die vier Kernmitglieder der Gruppe sich zunächst lediglich als Autoren sahen, wurden bereits die Lieder der zweiten EP (immer noch 1958) von Amodei und Straniero selbst eingesungen. Amodei spielte darüber hinaus auch Gitarre. Für die fünfte EP (1960) wurde die Schauspielerin Edmonda Aldini als Sängerin gewonnen, für die siebte (1961) Mario Pogliotti. Bei Auftritten bestand die Gruppe allerdings immer aus Liberovici, Straniero, Amodei und Margot. Auf der Autorenseite erfuhr die Gruppe Unterstützung von zwei bekannten Schriftstellern des linken Einaudi-Verlags, Italo Calvino und Franco Fortini; auch Umberto Eco und Gianni Rodari standen in Kontakt mit der Gruppe. Außerdem erhielt Cantacronache rasch zahlreiche unaufgeforderte Einsendungen von Texten sowohl von namhaften Autoren wie Giovanni Arpino als auch von unbekannten Amateurdichtern, von denen einige es ins Repertoire der Gruppe schafften.

### Auflösung
Die Gruppe veröffentlichte diverse Platten und gab zahlreiche Konzerte in verschiedenen italienischen Städten, etwa im Rahmen der Feste de L’Unità, bei Gewerkschafts- oder Parteiveranstaltungen und in Volkshäusern. Zeitweise wurde auch eine eigene Zeitschrift herausgegeben und bei Konzerten verteilt. Schon 1962 löste sich die Gruppe jedoch wieder auf. Das schnelle Ende des Projekts hing mit Unstimmigkeiten mit dem Plattenlabel, aber auch mit der Veränderung der italienischen Musikszene zusammen, in der sich nun etwa Enzo Jannacci und Giorgio Gaber etablieren konnten und Ivan Della Mea, Giovanna Marini und Gualtiero Bertelli die Tradition politischer Lieder fortführten. Straniero und Amodei schlossen sich danach dem Kollektiv Nuovo Canzoniere Italiano an, das ähnliche Ziele wie der Cantacronache verfolgte. 1971 veröffentlichte das Label Albatros vier LPs mit den gesammelten Liedern der Gruppe.

## Themen
Cantacronache bemühte sich um die Überwindung extrem sentimentaler und versteckt frivoler Themen, die die populäre Musik in Italien zu jener Zeit bestimmten. Das Motto lautete evadere dall’evasione, „Ausbruch aus der Zerstreuung“. Besonders wichtig war der Gruppe die Behandlung aktueller Ereignisse, wobei sie nicht nur (im Sinne ihres Namens) darüber berichtete, sondern auch aktiv Stellung bezog, in einem direkten Affront gegenüber den konservativen Kräften im Land. Das Lied Canzone del popolo algerino thematisierte den Algerienkrieg und verurteilte  das Vorgehen des französischen Staates; in La zolzara behandelte die Gruppe eine fatale Explosion in einer sizilianischen Kupfermine und kritisierte die mangelnde Arbeitssicherheit im Land.
Auch historische Ereignisse wurden nicht ausgelassen. Tredici milioni behandelte den Holocaust, Partigiani fratelli maggiori die Resistenza, Raffaele setzte sich auf humoristische Weise mit der mexikanischen Revolution auseinander. Dabei griff die Gruppe auch bewusst auf ältere Protestlieder zurück, die oft nur mündlich weitergegeben worden waren und in Vergessenheit zu geraten drohten. In solchen Liedern tauchten Ereignisse wie die Hinrichtung des Anarchisten Sante Geronimo Caserio (1894) oder die Ermordung des sozialistischen Parlamentariers Giacomo Matteotti durch die Faschisten (1924) auf.
Bekanntestes Lied der Gruppe wurde Per i morti di Reggio Emilia. Darin setzte Fausto Amodei fünf kommunistischen Demonstranten ein Denkmal, die bei Protesten gegen das Kabinett Tambroni (gebildet von DC mit Unterstützung des MSI) 1960 von der Polizei in Reggio Emilia getötet wurden. Das Lied fand später auch Verwendung innerhalb der 68er-Bewegung in Italien.

## Bedeutung
Cantacronache war nicht nur der erste Versuch innerhalb der italienischen populären Musik, den Liedtexten tiefere Bedeutung zu verleihen und damit sozialkritische Inhalte zu transportieren, sondern auch der erste frontale Angriff gegen die monolithische, konservative italienische Musikindustrie jener Zeit. Trotz ihrer Kurzlebigkeit und ihres Nischendaseins konnte die Gruppe mit ihrer Pionierarbeit den Weg für die bedeutenden italienischen Cantautori der folgenden Jahrzehnte ebnen, darunter Francesco Guccini, Fabrizio De André oder Francesco De Gregori.

## Diskografie
EPs
- Cantacronache 1 (1958; Italia Canta, EP 45/C/0001) – Gesang: Pietro Buttarelli
- Cantacronache 2 (1958; Italia Canta, EP 45/C/0002) – Gesang: Fausto Amodei und Michele L. Straniero
- Cantacronache 3 (1959; Italia Canta, EP 45/C/0006) – Gesang: Pietro Buttarelli und Michele L. Straniero
- Cantacronache 4 (1959; Italia Canta, EP 45/C/0008) – Gesang: Fausto Amodei
- Cantacronache 5 (1960; Italia Canta, EP 45/C/0009) – Gesang: Edmonda Aldini
- Cantacronache 6 (1960; Italia Canta, EP 45/C/0016) – Gesang: Fausto Amodei
- Il Cantacronache ben temperato (1961; Italia Canta, SP 33/C/0027) – Gesang: Mario Pogliotti

LPs
- Cantacronache 1 (1971; Albatros, VPA 8123)
- Cantacronache 2 (1971; Albatros, VPA 8124)
- Cantacronache 3 (1971; Albatros, VPA 8125)
- Cantacronache 4. Canti di protesta del popolo italiano – Canti della resistenza (1971; Albatros, VPA 8133)

## Dokumentarfilm
- Cantacronache 1958-1962: politica e protesta in musica. 49 Min. Università di Bologna / Istituto Storico Parri Emilia-Romagna, 2011.

## Belege
1. ↑  Carlo Pestelli: An Escape from Escapism. In: Made in Italy. 2016, S. 154–156.
2. ↑  Carlo Pestelli: An Escape from Escapism. In: Made in Italy. 2016, S. 156–157.
3. ↑  Carlo Pestelli: An Escape from Escapism. In: Made in Italy. 2016, S. 157–158.
4. 1 2  Chiara Ferrari: Cantacronache 1958-1962. In: Storicamente. 30. September 2013.
5. ↑  Carlo Pestelli: An Escape from Escapism. In: Made in Italy. 2016, S. 158–159.
6. 1 2  Salvatore Esposito: Cantacronache: 1958-1962 Canzone politica e protesta nell’Italia del boom economico. In: Blogfoolk. 12. August 2012, abgerufen am 5. Juni 2020.
7. ↑  Carlo Pestelli: An Escape from Escapism. In: Made in Italy. 2016, S. 153, 156–157 159.
8. 1 2  Carlo Pestelli: An Escape from Escapism. In: Made in Italy. 2016, S. 159–160.
9. ↑  Carlo Pestelli: An Escape from Escapism. In: Made in Italy. 2016, S. 153, 160.